# Os intercuneiforme
Os intercuneiforme is de benaming voor een accessoir voetwortelbeentje dat soms als extra ossificatiepunt ontstaat gedurende de embryonale ontwikkeling. Bij de mensen bij wie het botje voorkomt, bevindt het botje zich aan de dorsale zijde van de voetwortel, precies tussen het os naviculare en het eerste en tweede wigvormige beentje in.
In een Japanse radiologische studie onder 3460 individuen werd het botje slechts eenmaal aangetroffen (0,03%).
Op röntgenfoto's wordt een os intercuneiforme soms onterecht aangemerkt als afwijkend, losliggend botdeel of als fractuur.